# Antoine-Alphonse Chassepot
Antoine Alphonse Chassepot (Mutzig, 4 marzo 1833 – Gagny, 5 febbraio 1905) è stato un inventore francese.

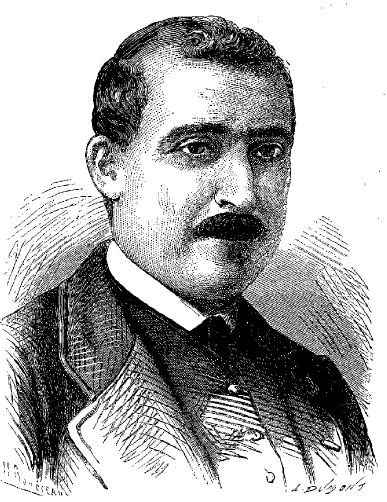
Antoine Alphonse Chassepot

Figlio di un armaiolo, seguì le orme paterne ed entrò nel 1851 nella fabbrica d'armi di Châtellerault (Manufacture d'armes de Châtellerault) e successivamente a Saint-Étienne (Manufacture Nationale d'Armes de Saint-Étienne) con la qualifica di ispettore (contrôleurs d'armes).
Si interessò molto al fucile ad ago Dreyse, con cui era armato l'esercito prussiano. Nel anni '60 brevettò il fucile a retrocarica, che da lui prese il nome. Il fucile venne adottato dall'esercito francese dopo la battaglia di Sadowa, quando si rese evidente la superiorità delle armi a retrocarica.
Come riconoscimento, le autorità francesi gli conferirono la Legione d'onore ed una gratifica di 30.000 franchi.